# نادين أنغر
نادين أنغر (ني بيل) هي أستاذة في كيمياء الغلاف الجوي في جامعة إكستر. درست دور الأنشطة البشرية والغابات في مناخ الأرض.

## النشأة والتعليم
حصلت أُنغر على درجة الدكتوراه في كيمياء الغلاف الجوي من جامعة ليدز، حيث عملت في كيمياء الإيزوبرين.  من الجدير بالذكر أن جزيء الإيزوبرين الصغير هو مركب عضوي متطاير يمكنه التفاعل مع أكسيد النيتروجين لتكوين أوزون غازات الاحتباس الحراري. يمكن للإيزوبرين أيضًا إطالة عمر الميثان في الغلاف الجوي. في حين أن هاتين العمليتين تسببان الاحترار العالمي، يمكن أن ينتج الإيزوبرين أيضًا جزيئات الهباء الجوي التي تحجب ضوء الشمس، ما يؤدي إلى تأثير التبريد.  بعد حصولها على درجة الدكتوراه، كانت أنغر باحثة في جامعة هارفارد بعد إنهاء دراسة الدكتوراة. انضمت أُنغر إلى مركز جودارد لرحلات الفضاء حيث عملت على دراسات تلوث الهواء وتأثير تغير المناخ على جودة الهواء.  تضمّن بحثها نمذجة الانبعاثات من الصناعات المستقبلية. عادةً ما تحرق الصناعات الوقود الأحفوري الذي يطلق ثاني أكسيد الكربون، والذي يمكن أن يؤدي إلى الاحترار العالمي، لكنها تطلق أيضًا الكبريتات التي تدخل الغلاف الجوي على شكل رذاذ.  هذا الهباء الجوي يمكن أن يتسبب في تبريد الغلاف الجوي عن طريق حجب الحرارة من الشمس وتعديل السحب بحيث تعكس المزيد من الحرارة مرة أخرى إلى الفضاء. حددت أنغر أنه حتى عام 2050 ستشكّل انبعاثات المركبات النسبة الأعلى من الانبعاثات البشرية، ولكن بعد ذلك ستحتل انبعاثات قطاع الطاقة النسبة الأكبر. 

## الأبحاث والعمل
انضمت أنغر إلى جامعة ييل أستاذة مساعدة في كلية الغابات والدراسات البيئية، حيث كانت عضو في مبادرة ييل هيمالايا.  وفيها درست دور الطيران في تغير المناخ على درجة الحرارة العالمية.  ابتكرت نموذجًا عالميًا يمكنه تقييم تأثير تقليل مستويات الكبريت في وقود الطائرات على جودة الهواء. درست أونغر دور الأوزون والهباء الجوي في توازن إشعاع الأرض. استخدمت أُنغر الكمبيوتر العملاق بجامعة ييل لدراسة تأثير المركبات العضوية المتطايرة التي يتم إطلاقها أثناء حرائق الغابات. حسبت تركيز جزيئات الهباء الجوي وإطلاق الميثان خلال العصر البليوسيني، وقارنته بتلك التي تم إطلاقها خلال حقبة ما قبل الصناعة.  وقالت إنه لتحقيق أهداف اتفاقية باريس بشأن درجات الحرارة، سيتعين على الدول الغنية تقليل انبعاثات ثاني أكسيد الكربون الناتجة عن استخدام الطاقة. 
انتقلت أنغر إلى جامعة إكستر، حيث تعمل أستاذة في كيمياء الغلاف الجوي ونمذجة المناخ.  تتطلع مجموعتها البحثية إلى تحديد تأثير العوامل المناخية قصيرة المدى على جودة الهواء والمناخ. درست أنغر تأثير المركبات العضوية المتطايرة التي تطلقها النباتات على الغلاف الجوي للأرض، ووجدت أنها تخلق ضبابًا كيميائيًا يعزز الضوء المنتشر، ما يفيد عملية التمثيل الضوئي، بينما يعمل في نفس الوقت على منع الضوء المباشر.  يعمل هذا الضباب على زيادة كمية الإشعاع الشمسي الذي يصل إلى الطبقات العميقة من الغابة، ما يجعل الغلاف الجوي أفضل للنباتات نفسها. وحددت أن وسط غرب إفريقيا معرض بشكل خاص لأضرار تلوث الهواء بسبب الحرائق.

### منشورات مختارة
- Unger، Nadine (30 أكتوبر 2009). "Improved Attribution of Climate Forcing to Emissions". Science. ج. 326 ع. 5953: 716–718. Bibcode:2009Sci...326..716S. DOI:10.1126/science.1174760. PMID:19900930. مؤرشف من الأصل في 2020-09-16.
- Unger، Nadine (23 فبراير 2010). "Attribution of climate forcing to economic sectors". Proceedings of the National Academy of Sciences. ج. 107 ع. 8: 3382–3387. Bibcode:2010PNAS..107.3382U. DOI:10.1073/pnas.0906548107. PMC:2816198. PMID:20133724.
- Unger، Nadine (2018). "Fire air pollution reduces global terrestrial productivity". Nature Communications. ج. 9: 5413. Bibcode:2018NatCo...9.5413Y. DOI:10.1038/s41467-018-07921-4.

## روابط خارجية
- نادين أنغر منشورات مفهرسة من قبل جوجل سكولار